# گریت ثرلو
گریت ثِـرلو (به انگلیسی: Great Thurlow) یک روستا و محله مدنی در بریتانیا است که در St Edmundsbury واقع شده‌است. گریت ثرلو ۲۱۳ نفر جمعیت دارد.